# QFAB-250 LG
QFAB-250 LG — 250-кілограмова осколкова авіабомба з лазерним наведенням, створена Міністерством оборонної промисловості Азербайджану.

## Історія
Бомба розроблялась в рамках співпраці Міністерства оборонної промисловості Азербайджану та турецької компанії ASELSAN. ASELSAN постачала голівку лазерного наведення LGK.
Бомба у вигляді інертного зразку вперше представлена Міністерством оборонної промисловості Азербайджану 2019 року на виставці IDEF-2019 в Стамбулі. На момент презентації випробування не були завершені. 2020 року відбулося перше бойове застосування.

## Характеристики
- Діаметр — 24 см
- Довжина — 3,3 м
- Маса — 270 кг
- Діапазон застосування — 12 км
- Точність — КІВ: 10 м[4]

Наведення здійснюється підсвічуванням цілі лазером з Bayraktar TB2.

## Літаки-носії
QFAB-250 LG призначена для застосування літаками Су-25, однак може бути використана іншими літаками виробництва СРСР.

## Бойове застосування
Вперше QFAB-250 LG застосовані восени 2020 під час Другої карабаської війни. Під час прориву фронту поблизу селища Боюк Мерджанли у Джебраїльському районі Азербайджану саме завдяки застосуванню QFAB-250 LG вдалося знищити опорні пункти на шляху азербайджанських військ, уникнувши руйнувань цивільної інфраструктури.
Було одразу виявлено їх недоліки:
- під час снігу, дощу або туману лазерне цілевказання не працювало;
- літаку доводиться для пусків заходити в зону дії ППО.[1]

З'являлись повідомлення про постачання QFAB-250 LG Україні на початку широкомасштабного вторгнення РФ.

## Оператори
- Азербайджан
- Україна